# Euploea rothneyi
Euploea rothneyi är en fjärilsart som beskrevs av Moore 1882. Euploea rothneyi ingår i släktet Euploea och familjen praktfjärilar. Inga underarter finns listade i Catalogue of Life.